# Ruth Perry
Ruth Sando Perry, född 16 juli 1939 i Grand Cape Mount i Liberia, död 8 januari 2017 i Columbus i Ohio, var en liberiansk politiker. Som interimspresident var hon statsöverhuvud i Liberia 3 september 1996−2 augusti 1997, och var senator 1985-1996. Från 1999 var hon vice ordförande i OAU.